# Endasys leioleptus
Endasys leioleptus là một loài tò vò trong họ Ichneumonidae.